# Kurt Gimmi
Kurt Gimmi   (Zúric, 13 de gener de 1936 - Zúric, 29 de març de 2003) va ser un ciclista suís que fou professional entre 1958 i 1964. Durant la seva carrera professional aconseguí una dotzena de victòries, entre les que destaca el Tour de Romandia de 1959 i una victòria d'etapa al Tour de França de 1960. El 1957, sent encara amateur, fou Campió de Suïssa de clubs contrarellotge.

## Palmarès
- 1958
  - 1r del Premi de Stalbio
  - 1r del Premi de Wetzikon
- 1959
  - 1r al Tour de Romandia i vencedor d'una etapa
  - 1r de l'Annemasse-Bellegarde-Annemasse
  - 1r del Premi de Schönenwerd
  - Vencedor d'una etapa a la Volta a Suïssa
- 1960
  - Vencedor d'una etapa al Tour de França
  - Vencedor d'una etapa a la Volta a Suïssa i 1r de la classificació per punts
- 1961
  - Vencedor d'una etapa a la Volta a Suïssa
- 1963
  - Vencedor d'una etapa a la Volta a Suïssa
- 1964
  - 1r al Premi de Bulle

### Resultats al Tour de França
- 1960. 22è de la classificació general i vencedor d'una etapa
- 1961. Abandona (2a etapa)
- 1963. Abandona (17a etapa)

### Resultats al Giro d'Itàlia
- 1959. Abandona
- 1961. Abandona
- 1962. Abandona (14a etapa)